# Autorité de la concurrence (Norvège)
L'Autorité norvégienne de la concurrence est une agence gouvernementale norvégienne qui applique la réglementation de la concurrence selon la Loi sur la concurrence. L'agence a été créée le 1er janvier 1994 et a remplacé la Direction norvégienne des prix et l'Inspection norvégienne des prix. Elle relève désormais du ministère du Commerce et de l'Industrie.
L'objectif de la loi sur la concurrence de 2004 est de promouvoir la concurrence afin de contribuer à l'utilisation efficace des ressources de la société. L'objectif principal est que les acteurs opérant sur les marchés norvégiens se conforment aux règles de la concurrence, car la concurrence est un outil permettant d'assurer le bon fonctionnement des marchés.
Une attention particulière doit être accordée aux intérêts des consommateurs lors de l'application de la loi. La loi interdit la coopération restreignant la concurrence et l'abus de position dominante. Les entreprises ont le devoir de notifier les fusions et acquisitions à l'Autorité norvégienne de la concurrence, et l'Autorité peut intervenir contre les acquisitions et les fusions qui restreignent considérablement la concurrence. L'Autorité peut, de manière indépendante, évaluer les régimes et réglementations publics et relever les effets anticoncurrentiels.
Le travail de l'Autorité norvégienne de la concurrence est de faire appliquer la loi sur la concurrence. À travers la loi, il existe trois domaines principaux avec lesquels l'Autorité norvégienne de la concurrence travaille ; coopération illégale (§10), abus de position dominante (§11) et contrôle des concentrations (§16). Le manque d'application des trois principaux domaines peut entraîner un affaiblissement de la concurrence au détriment des consommateurs et de la société sous la forme de prix plus élevés, d'offres moins bonnes, de moins bonne qualité et de taux d'innovation plus faibles.
Grâce à des conseils et un dialogue avec le monde des affaires, une application efficace de la loi sur la concurrence, des décisions sur les amendes pour contrefaçon et de bonnes activités d'information, l'Autorité norvégienne de la concurrence espère empêcher et arrêter les activités anticoncurrentielles illégales.
En 2007, le déménagement d'Oslo à Bergen a été finalisé  dans le bâtiment nommé Telegraph. La relocalisation était fondée sur la décision de relocalisation du Storting sous la tutelle de l'État. En juin 2016, l'Autorité norvégienne de la concurrence a emménagé dans de nouveaux locaux à Zander Kaaes gate 7 à Bergen.
L'administration a été présidée par le directeur de la concurrence Knut Eggum Johansen à partir d'avril 1999. Le 1er avril 2011, Christine Meyer a pris le poste de directrice de la concurrence avant de passer au poste de PDG de Statistics Norway.
Magnus Gabrielsen a occupé le poste de directeur de la concurrence par intérim du 1er septembre 2015 à janvier 2016, date à laquelle Lars Sørgard a pris le poste de directeur de la concurrence. Sørgard venait d'un poste de professeur à la BI Norwegian Business School. 

## Histoire et réalisations
L'Autorité norvégienne de la concurrence est issue de la Direction norvégienne des prix, créée en 1917. La réglementation des prix avait pour origine la nécessité de freiner les fortes fluctuations des prix en temps de guerre, de pénurie ou de crise. Pendant l'entre-deux-guerres, Wilhelm Thagaard était directeur des récompenses et s'occupait, entre autres, de la lutte contre les tendances cartels lors de la crise parisienne des années 1920. À la suite de l'adoption d'une loi anti-trust en 1926, l'agence a changé son nom pour le Trust Control Office.
Au cours de la Seconde Guerre mondiale, le Conseil d'administration a de nouveau changé le nom de l'agence en Direction norvégienne des prix, en raison de la pénurie de marchandises en temps de guerre et du rationnement ultérieur des produits. Après la guerre, la direction a poursuivi ses activités, puisque la Norvège a maintenu les rations quantitatives après la guerre pour surmonter la pression inflationniste latente dans la combinaison des pénuries et des grosses sommes d'argent. Après les discussions sur les lois sur les procurations étendues en 1953, cela s'est terminé par l'adoption d'une loi permanente sur les prix. Un nouveau Conseil des prix a maintenant repris certaines des tâches du Trust Control Office pendant l'entre-deux-guerres. Le conseil avait compétence, entre autres, dans les affaires de boycott, [nécessite une référence] et n'a été dissous qu'en 1993, lorsque la Loi sur la concurrence est entrée en vigueur.
Localement, la Direction des prix était forte et, en 1958, les bureaux locaux ont été renforcés et transformés en un organisme parallèle - l'Inspection norvégienne des prix. Plusieurs nouvelles lois relatives à la concurrence ont été adoptées dans les années 1960 et la réglementation des loyers des appartements dans les grandes villes a été introduite en 1967. À cette époque, les dernières réglementations quantitatives pour les biens physiques ont été abrogées, car il ne s'agissait que du secteur financier et de certaines industries encore strictement réglementé. En 1801, la politique de crédit a également été libéralisée, et pendant la crise bancaire de cette décennie, il y a eu une pression plus forte pour réglementer, entre autres, les activités de prêt des banques. En 1985, la Direction norvégienne des prix et l'Inspection norvégienne des prix (locale) se sont vu confier la responsabilité d'appliquer à la fois la loi sur l'achat de crédit et la loi sur la commercialisation.
En 1991, le Comité Ryssdal a présenté la recommandation NOU 1991 : 27 agences pour une utilisation efficace des ressources, sur une nouvelle législation sur la concurrence. En 1993, la loi sur la concurrence a été adoptée, pour remplacer la loi sur les prix de 1953. Dans le même temps, l'agence a changé son nom pour sa désignation actuelle.

### Directions
- Hans Johnsen Gurstad 1917–1920
- Wilhelm Lauritz Thagaard 1920–1960
- Rolf Ingvar Semmingsen 1961–1977
- Charles Philipson 1977–1983[3]
- Egil Bakke 1983–1995
- Einar Hope 1995–1999
- Knut Eggum Johansen 1999–2011
- Christine Meyer 2011–2015
- Magnus Gabrielsen 2015 (août) - 2016 (janvier)

| Identité                        | Période          | Période         | Durée                     |
| Identité                        | Début            | Fin             | Durée                     |
| ------------------------------- | ---------------- | --------------- | ------------------------- |
| Lars Sørgard (en) (né en 1959)  | 2016             | 2021            | 5 ans                     |
| Tina Søreide (d), (née en 1973) | 10 décembre 2021 | 31 janvier 2025 | 3 ans, 1 mois et 21 jours |